# 奥昔哌汀
奥昔哌汀（英語：Oxypertine）是一种治疗精神分裂症的抗精神病药。在化学上，它是吲哚的衍生物，也是哌嗪的衍生物。如同利血平和丁苯那嗪，奥昔哌汀消耗的是儿茶酚胺，而不是血清素，可能与其抗精神病的疗效相关。